# Moonrise Kingdom
Pour les articles homonymes, voir Moonrise.
Pour plus de détails, voir Fiche technique et Distribution.
Moonrise Kingdom est un film américain de Wes Anderson sorti en 2012. Le film est le septième long-métrage d'Anderson et le deuxième dont le scénario est coécrit par Roman Coppola. Il s'agit aussi de sa sixième collaboration d'Anderson avec l'acteur Bill Murray. Il a été tourné sur l'île Prudence, située dans la baie de Narragansett (Nord-Est des États-Unis).
Le film a fait l'ouverture de la 65e édition du Festival de Cannes le 16 mai 2012, tout en étant en compétition officielle. Il n'y reçoit pas de prix, mais est globalement acclamé par la critique, qui loue son esthétique et son lyrisme surprenants. Le même jour, le film sort dans les salles françaises.
Les personnages principaux sont interprétés par deux acteurs novices, entourés de grandes stars hollywoodiennes. La performance des deux jeunes acteurs, et notamment celle de Kara Hayward, est très remarquée par la presse du cinéma d'art et essai, notamment pour sa sincérité.

## Synopsis

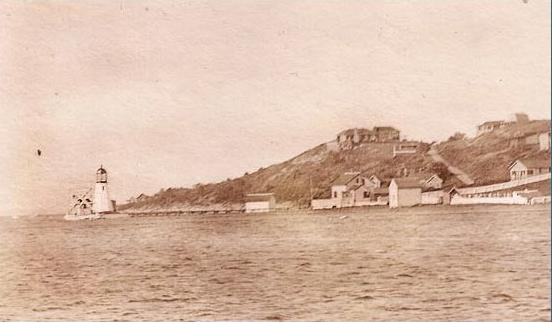
Carte postale de l'île Prudence (1910).

Durant l'été 1965, sur l'île de New-Penzance en Nouvelle-Angleterre, Sam et Suzy (12 ans) tombent amoureux et décident de s'enfuir. On apprend par flashback qu'ils se sont rencontrés lors d'une représentation théâtrale, dans laquelle Suzy jouait un corbeau. Tous les deux sont des enfants à problème, n'ont pas d'amis et sont rejetés par leurs camarades, mais jouissent d'une très grande intelligence. Sam sait se débrouiller seul dans la nature et a un don pour la peinture. Il fait partie du groupe de scouts Kaki, mené par le chef de troupe Ward (Edward Norton), professeur de mathématiques en temps normal, et qui a beaucoup de mal à contenir ses troupes, du fait de son manque d'autorité.
Sam et Suzy ont planifié leur fugue en s'envoyant des lettres. Les habitants de l'île trouvent leur disparition inquiétante et décident de partir à leur recherche, menés par le capitaine Sharp (Bruce Willis), « nigaud et triste » (selon Suzy), et qui est aussi l'amant de Laura Bishop, la mère de Suzy. Le soir, Suzy lit à Sam des livres volés à la bibliothèque. Ils sont d'abord retrouvés par les scouts, il s'ensuit une bagarre qui se termine par la blessure d'un scout hostile à Sam (Suzy lui a planté ses ciseaux de gaucher dans le flanc, sans grande gravité) et par la mort du chien de piste des scouts, tué d'une flèche tirée par un archer maladroit. Les deux fugueurs s'enfuient et s'installent sur une plage, où ils plantent leur camp, nagent dans le plus grand bonheur, se rendent compte qu'ils sont vraiment amoureux, s'embrassent, dorment ensemble. Ils sont retrouvés au matin. Sam, orphelin, est abandonné par sa famille d'accueil à la suite de sa fugue, et il est recueilli par le capitaine Sharp, avant de devoir être transféré à l'« Action Sociale », chez une femme autoritaire et sans sentiment, qui veut l'interner en hôpital psychiatrique, le croyant responsable de la blessure du scout.
Sam a une longue discussion avec le capitaine ; ils se lient d'amitié. Des scouts, qui s'en veulent d'avoir maltraité Sam, l'aident à s'enfuir avec Suzy et les conduisent dans une autre île. Ils font escale dans un grand camp de scouts, où ils se marient officieusement. Sam est aperçu par le scout que Suzy a blessé. Les scouts hostiles du camp se lancent à la poursuite de Sam. Le chef Ward arrive à son tour et se fait réprimander par le commandant du camp qui lui reproche son incompétence et le dégrade. Mais il regagne son poste en sauvant la vie de son supérieur. Une très forte tempête se déchaîne alors, et tout le monde se réfugie dans l'église St. Jack, refuge anti-ouragan. Sam, Suzy et leurs alliés scouts s'y cachent sous des déguisements, mais sont démasqués. Sous la pluie, ils décident de monter sur le toit de l'église, malgré l'ouragan. Ils sont prêts à sauter dans le vide, mais le capitaine Sharp les en empêche en acceptant d'adopter Sam. Dans l'épilogue, Sam va chez Suzy à l'insu des parents de celle-ci. On pourrait croire qu'à ce moment, Sam est en train de peindre Suzy et ses frères mais en réalité, il peint la plage où il s'était installé avec Suzy plus tôt dans le film,,.

## Fiche technique
Sauf indication contraire, les informations mentionnées dans cette section peuvent être confirmées par la base de données cinématographiques IMDb,  présente dans la section « Liens externes ».

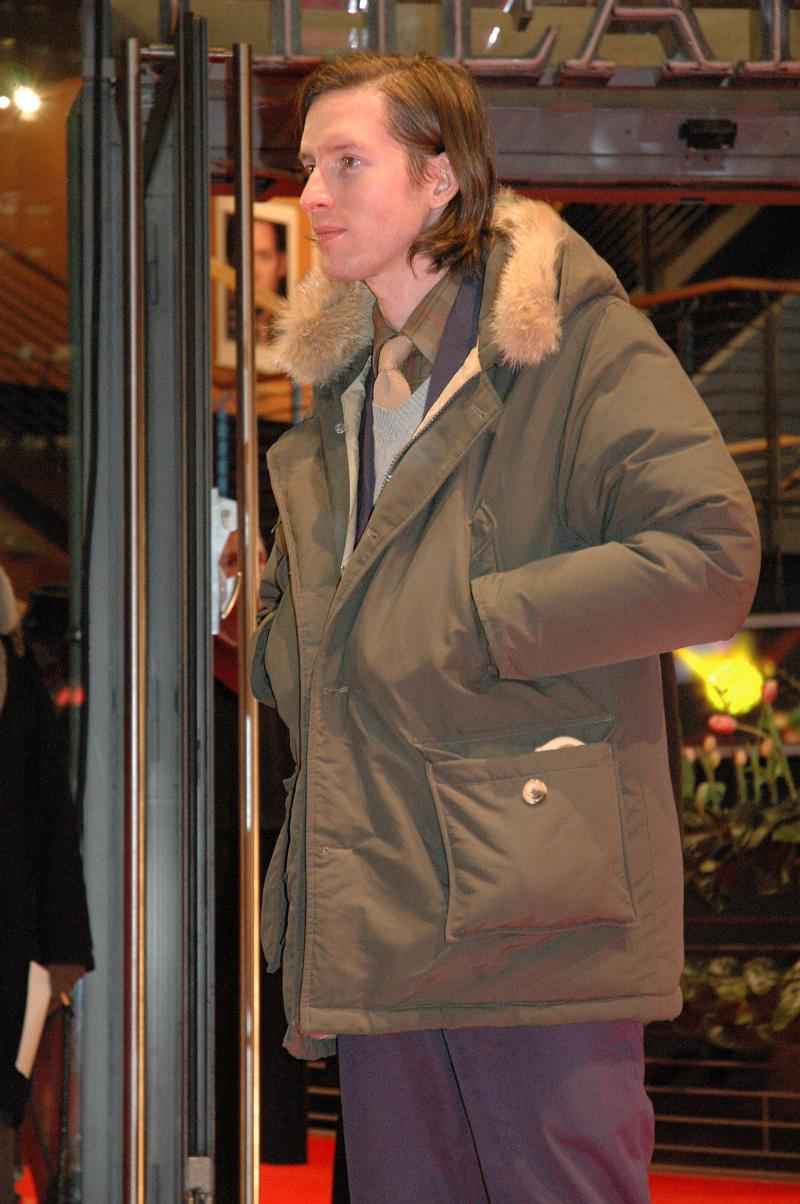
Le réalisateur Wes Anderson.

- Titre original et français : Moonrise Kingdom (littéralement « Le Royaume du lever de lune »)
- Réalisation : Wes Anderson
- Assistants-réalisateurs : 1) Nate Grubb /2) Jennifer Truelove
- Scénario : Wes Anderson et Roman Coppola
- Musique : Alexandre Desplat
- Direction artistique : Gerald Sullivan
- Décors : Adam Stockhausen, Gerald Sullivan
- Costumes : Kasia Walicka-Malmone
- Photographie : Robert D. Yeoman
- Montage : Andrew Weisblum (en)
- Son : Pawel Wdowczak
- Production : Wes Anderson, Jeremy Dawson, Scott Rudin et Steven M. Rales ; Molly Cooper (coproductrice) ; Octavia Peissel (associée)
  - Production exécutive : Sam Hoffman
- Sociétés de production : American Empirical Pictures, Indian Paintbrush, Moonrise et Scott Rudin Productions
- Sociétés de distribution : Focus Features (États-Unis), Studio Canal (France)
- Budget : 16 000 000 $
- Pays de production :  États-Unis
- Langue originale : anglais
- Format : couleur - 1,85 : 1 - son Dolby Digital
- Genre : comédie dramatique
- Durée : 94 minutes
- Dates de sortie :
  - France : 16 mai 2012 (Festival de Cannes et sortie nationale)
  - États-Unis : 25 mai 2012

## Distribution
Sauf indication contraire, les informations mentionnées dans cette section peuvent être confirmées par la base de données cinématographiques IMDb,  présente dans la section « Liens externes ».

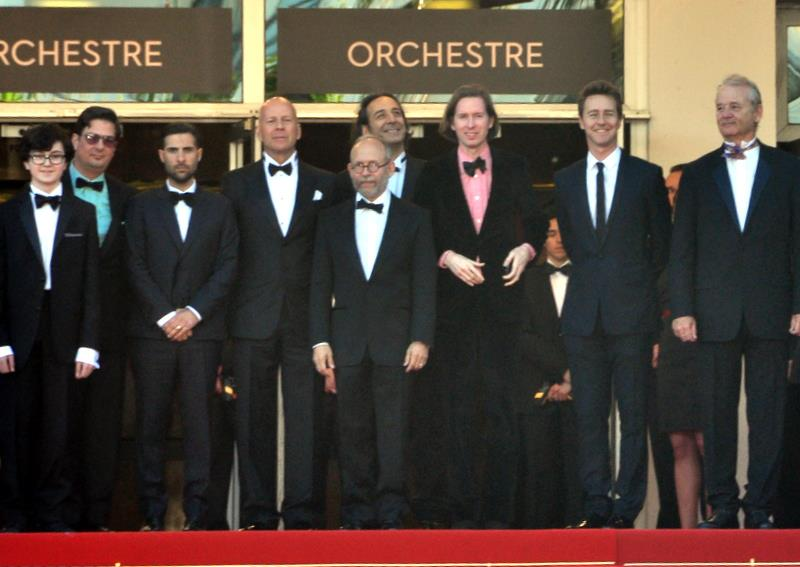
Le réalisateur et les acteurs principaux au festival de Cannes 2012.

- Jared Gilman (V. F. : Maeldan Wilmet) : Sam
- Kara Hayward (V. F. : Charlotte Piazza) : Suzy
- Bruce Willis (V. F. : Patrick Poivey) : capitaine Sharp
- Edward Norton (V. F. : Damien Boisseau) : chef de troupe Ward
- Bill Murray (V. F. : Bernard Métraux) : Walt Bishop
- Frances McDormand (V. F. : Nanou Garcia) : Laura Bishop
- Jason Schwartzman (V. F. : Jean-Christophe Dollé) : le cousin Ben
- Tilda Swinton (V. F. : Catherine Wilkening) : Social Services
- Bob Balaban (V. F. : Jean-Pol Brissart) : le narrateur
- Harvey Keitel (V. F. : José Luccioni) : commandant Pierce
- Neal Huff : Jed
- Jake Ryan (en) : Lionel
- Chandler Frantz : Gadge
- L.J. Foley : Izod
- Gabriel Rush : Skotak
- Andreas Sheikh : Panagle
- Christopher Alan : Church Townsmen
- Lucas Hedges : Redford
- James Wilcox : maître éclaireur
- Charlie Kilgore : Œil paresseux

Sources et légende : Version française (V. F.) selon le carton de doublage français.

## Production
C'est la deuxième fois que Roman Coppola coécrit un scénario avec Wes Anderson, après À bord du Darjeeling Limited, et la quatrième fois qu'ils collaborent ensemble pour un film (Roman Coppola a joué l'écureuil dans Fantastic Mr. Fox et est réalisateur seconde équipe dans La Vie aquatique). C'est également la sixième fois que Bill Murray participe à un film d'Anderson. Les précédents films d'Anderson alliaient déjà le sérieux des adultes à l'imagination pure, mais cette fois il décide de faire de son nouveau film une porte ouverte sur le monde des enfants.

Roman Coppola raconte : 

« Wes avait ce concept en tête depuis longtemps : cet univers, les personnages et ce sentiment d’enfance, et nous avons passé du temps ensemble à en discuter. Nous avons découvert une façon de communiquer, de plaisanter et de creuser les choses l’un chez l’autre qui a libéré et donné forme à toutes ces idées. Après avoir engagé ce dialogue, nous nous sommes très rapidement mis à écrire. La façon dont tout cela se passe est toujours assez mystérieuse... Mon rôle dans l’écriture a été de mettre l’accent sur certaines idées et d’aider à les préciser. Avoir quelqu’un sur qui tester ses idées aide à débloquer les choses. C’était un peu ma fonction principale : tester, mettre en forme et rédiger. »

### Casting
Les deux enfants qui ont les rôles principaux, Jared Gilman et Kara Hayward, ont été choisis par Wes Anderson après un long casting.

### Tournage
Les deux jeunes acteurs apprennent par cœur l'ensemble des dialogues et s'imprègnent du scénario avant le début du tournage, et le réalisateur les encourage à s'informer sur les années 1960 et à se familiariser plus avec leurs personnages. Ainsi, Jared Gilman affirme : « J’ai pris des cours de canoë, quelques cours de karaté et j’ai appris à cuisiner notamment au-dessus d’un feu. Et puis, comme le film se déroule en 1965, Wes m’a demandé de regarder le film de Don Siegel avec Clint Eastwood, L’Évadé d’Alcatraz, qui se déroule en 1963. Je pouvais aussi m’inspirer de mes parents, puisqu’ils ont grandi dans les années 1960. »
Wes Anderson encourage également les deux acteurs à entrer en correspondance, comme dans le film, ce qu'ils font, par courriels, puis par lettres. De même, les autres acteurs du film ont pris sous leurs ailes et encouragé les deux jeunes acteurs : Bruce Willis faisait répéter ses répliques à Jared avant chaque prise, et Bill Murray lui a appris à nouer sa cravate et à gérer son stress.
Moonrise Kingdom a été essentiellement tourné sur l'île Prudence située dans la baie de Narragansett (nord-est des États-Unis), où ont été créés les décors des bâtiments d'époque. Les décorateurs ont utilisé le phare de Conanicut qui se trouve à Jamestown, dans l’État de Rhode Island, pour représenter l'extérieur de la maison des Bishop. Les scènes dans l'église St. Jack ont été tournées à la Trinity Church, une église qui se trouve dans le sud de Manhattan.
Wes Anderson, réputé pour son perfectionnisme, ne laisse passer aucun détail, et est très exigeant avec tous les membres de l'équipe. Avant d'être arrivé sur le plateau, il sait déjà ce qu'il veut obtenir, et va diriger son équipe de manière à l'obtenir. L'acteur Bob Balaban déclare : « Il est ferme, et pourtant l’atmosphère est très détendue sur le tournage. Les acteurs l’adorent. Il vous laisse faire si tout se passe bien, mais s’il veut vous dire quelque chose, il saura très bien comment s’y prendre. »

### Décors et costumes
Comme dans les autres films de Wes Anderson, les décors et les costumes sont très recherchés. Cela commence dès la première scène avec l'intérieur de la maison des Bishop, très kitsch et coloré. On remarque également l'ombre à paupière turquoise de Suzy, ainsi que son pyjama en coton et sa minijupe écossaise, ou encore la chemise à carreaux superposés de Bill Murray. Les éléments graphiques sont très présents dans le film.

### Bande originale
La bande originale est composée par Alexandre Desplat. En outre, de larges extraits de The Young Person's Guide to the Orchestra (la présentation de l'orchestre qu'écoute la famille de Suzy sur le tourne-disque dans la première scène) et de L'Arche de Noé (spectacle dans l'église) du compositeur Benjamin Britten rythment le film. On note la présence de Françoise Hardy lorsque Suzy fait écouter à Sam sa chanson préférée, Le Temps de l'amour.
La séquence musicale du générique d'ouverture du film Comme une image réalisé par Agnès Jaoui en 2004 (An die Musik de Schubert arrangé par Philippe Rombi avec les paroles d'Agnès Jaoui) est reprise fidèlement dans la bande-originale de Moonrise Kingdom. De plus, la cantatrice Alexandra Rubner qui double les vocalises de Marilou Berry dans Comme une image est également l'interprète de cette séquence musicale de Schubert dans Moonrise Kingdom.

### Titre
Le titre du film est une allusion au nom de la baie vers laquelle se dirigent les deux personnages principaux, Sam et Suzy, lors de leur fugue amoureuse. Trouvant le nom de la baie laid et inapproprié (« Goulet de marée au mile 3.25 »), ils décident de la rebaptiser, de manière poétique, Moonrise Kingdom, et écrivent ce nom sur la plage avec des galets.

## Accueil

### Accueil critique
La critique est divisée. Le film obtient cependant une moyenne de 3,7/5 de la part de la presse et des spectateurs sur AlloCiné et 94 % sur Rotten Tomatoes, ce qui est rare et en fait un film très apprécié.
Si le côté onirique, poétique, tendre, drôle et déconnecté de la réalité a été salué par la presse,,, certains critiquent le manque de profondeur et la simplicité du scénario. Selon L'Express, Moonrise Kingdom « n'échappe pas au maniérisme. Habile et virtuose, c'est sûr, car Anderson est un grand cinéaste, mais quand même. On se lasse un peu de ses afféteries narratives et esthétiques. »
Wes Anderson reste fidèle à son style surprenant : couleurs criardes, musique surprenante (après Joe Dassin dans À bord du Darjeeling Limited, c'est ici Françoise Hardy qui fait son apparition), travellings appuyés et personnages fantasques.
Le Nouvel Observateur est enchanté par ce style : 

« Rien que pour son style, le film est un pur plaisir de cinéphile, une vraie bouffée d'oxygène qui va à l'encontre de toute forme de cinéma formaté et timide. »

Les jeux de Jared Gilman (Sam) et Kara Hayward (Suzy), pourtant novices du septième art, ont été très remarqués,. Bien que lors de la promotion du film l'accent ait été mis sur les trois grandes stars du film (Bruce Willis, Edward Norton et Bill Murray), ils sont tous les deux à l'écran lors de la majeure partie du film. Leur manière naïve de jouer colle parfaitement avec leur romance déconnectée de la réalité.

### Box-office
Le film réalise 17 500 entrées le 16 mai 2012, jour de sa sortie en salles, sur 284 copies. C'est moins bien que Fantastic Mr. Fox (20 088 entrées), mais c'est mieux que À bord du Darjeeling Limited (15 534 entrées).
Principaux résultats au box-office
- Monde : 63 939 151 $
- États-Unis - Canada : 45 507 865 $
- France : 508 844 entrées

### Distinctions

#### Récompenses
- 22e Gotham Independent Film Awards : meilleur film
- Boston Society of Film Critics Awards : meilleure utilisation de musique dans un film
- St. Louis Film Critics Association Awards : meilleure musique de film et meilleure comédie
- Phoenix Film Critics Society Awards : meilleure distribution, meilleur scénario original, meilleurs décors
- Chicago Film Critics Association Awards : meilleure direction artistique
- Southeastern Film Critics Association Awards : meilleur scénario original
- Utah Film Critics Association Awards : meilleur réalisateur
- Palmarès de fin d'année de l'émission de critique cinématographique Le Cercle : meilleur film de 2012[17]
- Online Film Critics Society Awards : meilleur scénario original
- Denver Film Critics Society Awards : meilleur scénario original
- Prix des auditeurs du Masque et la Plume : meilleur film étranger de 2012[18]
- Chlotrudis Awards : meilleur réalisateur, meilleur scénario original et meilleure distribution
- Casting Society of America Awards 2013 : meilleure distribution

#### Sélection en festival
- Moonrise Kingdom est le premier film de Wes Anderson présenté au festival de Cannes. Il a eu l'honneur de faire l'ouverture de la 65e édition, en compétition officielle. Thierry Fremaux, délégué général du festival, a justifié ce choix en expliquant que « Wes Anderson est l'une des forces montantes du cinéma américain auquel il apporte une touche très personnelle, en particulier dans Moonrise Kingdom, qui témoigne à nouveau de la liberté créative dans laquelle il continue d'évoluer. Sensible et indépendant, cet admirateur de Fellini et Renoir est, lui aussi, un cinéaste brillant et inventif[1]. »

#### Nominations
- Nomination au Golden Globe du meilleur film musical ou comédie
- Nomination à l'Oscar du meilleur scénario original

## Thèmes
La fuite en avant des deux préadolescents à la conquête de l'amour absolu peut être vue comme un refus de vivre la vie morne et triste des adultes éteints et névrosés. Cette vie triste et morne est symbolisée par la scène du dialogue nocturne entre les époux Bishop, qui dorment sur deux lits séparés, et ne discutent entre eux que de leurs affaires judiciaires (ils sont avocats). Les enfants se débrouillent dans la nature, rient, s'aiment, lisent des livres d'aventure, vivent des aventures, et sont des artistes nés. On trouve dans Moonrise Kingdom une inversion des valeurs : les adultes réfléchissent en enfants et se chamaillent alors que les enfants se comportent en adultes, responsables, aventureux et graves, tenant parfois des discours éloquents. Les fous ne sont pas les enfants que l'on veut enfermer, mais ceux qui les entourent. Les adultes ont jeté l'éponge depuis longtemps et, quand ils se ressaisissent, ce n'est que pour des gesticulations vaines. Le film traduit aussi la naïveté face au premier amour, que l'on voudrait éternel.
C'est ainsi que le producteur Jeremy Dawson affirme : « L’histoire de Moonrise Kingdom est universelle et parle à chacun d’entre nous parce que c’est celle d’un premier amour et d’un été magique. Elle parle d’un jeune garçon et d’une jeune fille qui s’enfuient pour être ensemble. Dans ce film, il y a de la douceur, du charme et de l’humour. Le titre fait référence à la baie où s’enfuient les deux enfants. Sur la carte, le nom technique est Goulet de marée au mile 3.25... mais pour eux c’est un lieu secret et magique qu’ils baptisent Moonrise Kingdom. »
Wes Anderson affirme avoir posé l'action du film en 1965 car « pour ces jeunes, le monde aura beaucoup changé lorsqu'ils auront vingt ans. Ce sera la fin de l'innocence, d'une période heureuse pour l'Amérique ».

## Analyse
Dans Moonrise Kingdom, le thème principal tourne autour de l’enfance et du détachement de la famille. Le film raconte l’histoire de familles dysfonctionnelles et d’enfances sacrifiées. Les deux personnages principaux, Sam et Suzy, deux adolescents en quête amoureuse et de libération face à la réalité, ont leur cellule familiale perdue et abimée. Sam est orphelin, et il est rejeté par les autres enfants au camp scout, tandis que Suzy est perturbée par ses proches. Les deux décident alors de fuir à la recherche de la liberté ainsi que de montrer leur refus de vivre la vie morne et triste des adultes déséquilibrés. De plus, les deux amoureux et leurs entourages symbolisent une véritable confrontation entre le monde enfant et celui adulte. Les adultes sont démontrés comme de vrais immatures : « Le chef Scout Ward est incapable de surveiller correctement sa troupe. Dans un premier temps, Sam parvient à s'enfuir. Puis, il perd toute sa troupe de scouts partie à la rescousse de Sam. Les parents de Suzy ne semblent pas vraiment s'occuper de leurs enfants. La famille d'accueil de Sam refuse de l'accueillir à nouveau parce que ce dernier a fugué et ne semble pas s'inquiéter le moins du monde pour le petit garçon». On trouve aussi dans Moonrise Kingdom une contradiction des valeurs où les adultes réfléchissent en enfants et se chamaillent alors que les enfants se comportent en adultes responsables. Bref, le film est basé sur la collision entre deux univers : « un univers enfantin où les protagonistes rêvent d’aventures, de péripéties, d’action, de contrées lointaines et de mondes fantastiques, et un univers adulte déprimant, celui de la vie normale et des petits combats quotidiens, mettant en scène des héros ordinaires qui essayent juste de trouver leur place dans le monde, dans la société, dans la famille».
Wes Anderson souligne un éclairage discret très particulier qui sert à humaniser les personnages, à les rendre plus vivants dans une mise en scène où la tension guide l’histoire. Aussi, les décors sur-cadrés du cinéaste servent grandement à distancier les personnages de leur environnement, ainsi que les enfants au monde adulte trop grand qui les entoure. L’obsession de Wes Anderson pour la symétrie des plans via le cadrage des scènes, les travellings, ou les emplacements des personnages servent grandement à faire parler l’opposition entre le monde des enfants et celui des adultes. Par exemple, les couleurs des vêtements sont assorties au fond reflétant ainsi la personnalité des personnages. « Ces plans fixes symétriques sont souvent suivis par des travellings. Les travellings avant, arrière, et latéraux agissent comme un moyen de se libérer de la toute-puissance de ce cadre rigide. Mais ils nous permettent aussi d’explorer le décor et d’accompagner les personnages et ce qui donne un rythme aux séquences. Par exemple, lors du mariage des enfants dans Moonrise Kingdom le travelling arrière au ralenti transmet un sentiment de liberté, exprimant le passage de l’enfance au monde des adultes. Il a une fonction rythmique et accompagne les personnages». Comme dans La Famille Tenenbaum, le cinéaste décide de montrer chacune des pièces de la maison qui sont occupées par des personnages différents, de sorte à les séparer dans le décor. Dès le début du film, cet aspect est très bien démontré alors qu’on peut voir les personnages dans la grande maison se tarder à leur occupation personnelle dans leur bulle. Aussi, les trois jeunes frères de Suzy se tiennent toujours ensemble lorsqu’ils jouent ou bien lorsqu’ils mangent à leur propre petite table, dans une pièce séparée de la table à manger des adultes. Finalement, au lieu d’avoir une discussion face-à-face lorsqu’ils apprennent la fuite de leur fille, les parents Bishop se parlent d’un étage à un autre par la fenêtre, en utilisant un porte-voix et en criant. Cet effet de distance prouve le dysfonctionnement entre le couple, mais aussi entre la famille. Dans Moonrise Kingdom, le collectif est principalement démontré entre les membres de la petite communauté qui s’allient pour retrouver les deux adolescents. La fuite des jeunes finit aussi par rapprocher les parents de Suzy à leur fille, d’autant plus que les parents entre eux. Du côté de Sam, les scouts se réunissent tous ensemble pour retrouver le fugitif. Entre chacun des jeunes, une certaine solidarité s’installe pour leur permettre de retrouver les deux amoureux. De plus, le chef scout Ward du camp de Sam réussit aussi à rassembler l’autre camp scout dirigé par le commandant Pierce pour tenter de rattraper les deux amoureux en fuite. Guidés par la force de la solidarité et de l’amitié, les personnages du film mettent de côté leurs différences et les conflits pour se réunir. À la scène finale – ou plutôt vers les dernières scènes -, l’entièreté de la communauté de l’île se rassemble à l’église pour un spectacle où les deux amoureux sont cachés. C’est cette confrontation qui rappelle l’importance de la solidarité, notamment lorsque les deux jeunes tombent du clocher avec le capitaine Sharp. À ce moment précis, ils se tiennent tous (les trois) par la main pour symboliser la réunion.
Dans Moonrise Kingdom, le cinéaste réussit à doser sa mise en scène selon les émotions des personnages et leurs relations à travers l’histoire. Dès le début de l’histoire, le conflit servait de piédestal et était présenté par des couleurs chaudes (jaunes, rouges, oranges). Plus le récit avance, plus certains personnages se réunissent pour retrouver les jeunes amoureux en fugue (on peut voir les époux qui tentent de se « réconcilier », les scouts qui se rassemblent, etc.), et plus les teintes changent vers des couleurs froides. Notamment, lors de la scène du mariage qui évoque le collectif autant par la mise en scène que par la situation de rassemblement (définition même de mariage), l’atmosphère est froide et plus réaliste, et il n’y a pas beaucoup de contraste, contrairement aux scènes très saturées au début du film. Même si des signes de collectivité commencent à s’installer pendant les dernières minutes du film, la scène finale où les amoureux s’enfuient sur le toit de l’église pendant la violente tempête est symbolique du changement de teinture. La scène se passe à l’extérieur dans un univers froid, tout comme avec le mariage, ce qui permet de symboliser la loyauté et la fidélité, autrement dit, la solidarité et la fraternité. Contrairement au rouge qui symbolise le désir et la passion (notamment présente lors de la fugue des amoureux) et le vert qui symbolise le paradis, le bleu « est une couleur étroitement liée au rêve, à la sagesse et à la sérénité».

## Autour du film
Le film a beaucoup surpris par son esthétique décalée[pas clair], très onirique et poétique. Les déplacements de caméras sont principalement verticaux ou horizontaux, et on trouve très peu de raccords. De même, la luminosité est teintée de jaune et de vert, et les maisons évoquent des maisons de poupée. La présence d'un narrateur qui décrit la situation d'une manière scientifique constitue un élément de surprise. Il prévient les spectateurs de l'arrivée prochaine d'une tempête, ce qui crée un suspens, mais il n'est pourtant pas extérieur à l'histoire, car il intervient pour donner à ceux qui cherchent les deux enfants des indications sur leur cachette. Au sujet de ce narrateur, Bob Balaban, qui interprète ce personnage, déclare : « On voit que le narrateur reflète le style du film. Suzy, la jeune fille, lit beaucoup et adore les romans d’aventures pour enfants. Je dirais que je suis un peu comme la voix du livre, la voix de sa propre aventure, qu’elle écrit dans sa tête. Mais mon personnage est aussi en relation avec le jeune garçon à l’écran. »
Parmi les autres éléments surprenants, on trouve : le suivi de l'image par les jumelles de Suzy, la cabane des scouts perchée en haut d'un arbre, la foudre qui tombe sur Sam lorsqu'il est poursuivi par les scouts du camp Lebannon : il se relève ensuite, visage noir mais en pleine forme ; puis la foudre qui tombe de nouveau, cette fois sur le clocher de l'église alors que Suzy, Sam et le capitaine Sharp s'y trouvent.